# Stadtgericht Guttentag
Das Stadtgericht Guttentag war ein preußisches Gericht mit Sitz in Guttentag.

## Geschichte
Mit der preußischen Städteordnung von 1808 verloren die Magistrate ihre Funktion als Eingangsgerichte und es wurden staatliche Stadtgerichte eingerichtet. Nach dem Ende der Befreiungskriege wurden die staatlichen Gerichte (Stadtgerichte und Justizämter) zu Land- und Stadtgerichten zusammengefasst. In Guttentag erfolgte das nicht und das Königliche Stadtgericht Guttentag blieb erhalten. Zuständiges Oberlandesgericht war das Oberlandesgericht Ratibor.
Sein Sprengel umfasste die Stadt Guttentag mit 2115 Einwohnern (1837) und die Kolonie Friedrichsgrätz mit 934 Einwohnern, also zusammen 3049 Gerichtseingesessene.
Am Gericht waren ein Land- und Stadtrichter sowie zeitweise eingesetzte Subalterne beschäftigt. Es handelte sich um ein Gericht 2. Klasse, d. h. da das Gericht weniger als drei Richter hatte, konnten diese nicht als Spruchkörper gemeinsam Beschlüsse fassen.
Das Gericht hatte seinen Sitz in einem angemieteten Privatgebäude. Am Pfingstmontag, dem 1. Juni des Jahres 1846 wütete ein verheerendes Feuer in Guttentag, das zahlreiche Gebäude, darunter auch das Gerichtsgebäude zerstörte. Hierbei gingen die Akten des Gerichtes und insbesondere die Hypothekenbücher und Grundakten verloren. Mit der Verordnung vom 16. Februar 1850 wurde das Vorgehen zur Wiederherstellung vorgeschrieben.
1849 wurden einheitlich Kreisgerichte gebildet. In Guttentag entstand so die Gerichtskommission Guttentag des Kreisgericht Lublinitz.